# Francourt
Francourt település Franciaországban, Haute-Saône megyében. Lakosainak száma 101 fő (2022. január 1.). Francourt La Roche-Morey, Fleurey-lès-Lavoncourt, Fouvent-Saint-Andoche, Renaucourt, Roche-et-Raucourt, Villers-Vaudey és Volon községekkel határos.

## Népesség
A település népességének változása:
| Lakosok száma | 110  | 106  | 108  | 101  | 101  | 100  | 100  | 101  | 101  |
|               | 2013 | 2015 | 2016 | 2017 | 2018 | 2019 | 2020 | 2021 | 2022 |